# Großsteingräber bei Seedorf (Boitze)
Die Großsteingräber bei Seedorf sind zwei megalithische Grabanlagen der Trichterbecherkultur (TBK) in dem zur Gemeinde Boitze gehörenden Ortsteil Seedorf im Landkreis Lüneburg in Niedersachsen. Sie entstanden im Neolithikum zwischen 3500 und 2800 v. Chr. und tragen die Sprockhoff-Nummern 718 und 719.

## Lage
Die Großsteingräber liegen im ansteigenden Ackerland am Südhang des Brandberges. Grab 1 liegt in einer inselartigen Baumgruppe, 200 Meter südlich der Ortsverbindungsstraße zwischen den zwei Ortsteilen Seedorf und Vindorf. Etwa 120 Meter südwestlich der Anlage liegen die Reste des zerstörten Grabes 2 mit der Sprockhoff-Nr. 719. In der näheren Umgebung gibt es zahlreiche weitere Großsteingräber: So liegen 1,6 km südwestlich die Großsteingräber bei Lemgrabe und 1,7 km südlich das Großsteingrab Ahndorf.

## Beschreibung

### Grab 1

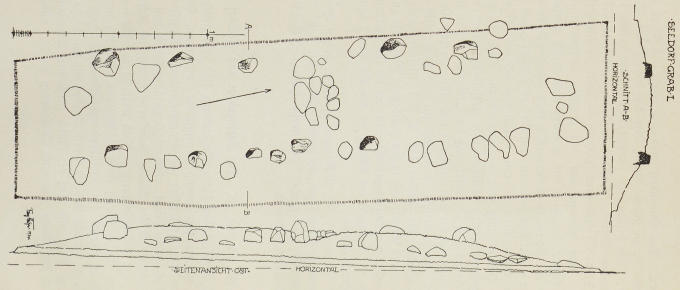
Grundriss von Grab 1 nach Krüger

Die recht ansehnliche etwa nord-süd-orientierte Anlage besteht aus dem bis zu 1,5 Meter hohen und etwa 30 Meter langen Hünenbett, von dessen Einfassung nur noch wenige Steine in situ stehen, andere liegen verstreut umher. Die Hügelschüttung ist etwas auseinandergeflossen und dürfte ursprünglich eine Länge von nur 25 Metern und eine Breite von 6 Metern besessen haben. Die kleine Kammer, von Franz Krüger 1927 als „wildes Durcheinander“ beschrieben, ist gut erkennbar. Ihre Tragsteine sind leicht nach innen geneigt, ein abgewälzter Deckstein liegt daneben.
Die Kammer ist, wie eine Ausgrabung Sprockhoffs von 1950 belegen konnte, ein nicht sonderlich häufiger, im Hünenbett quergestellter erweiterter Dolmen (Querlieger) mit Gang. Sprockhoff fand den Schwellenstein am östlichen Ende der Kammer und Reste des Zugangs in Form einer Gangpflasterung, die bis zwischen die östliche Einfassung führte. Die Kammer hat eine Länge von 2,1 und eine Breite von 1,3 Metern. Im Inneren der Kammer wurden ausgestreuter Leichenbrand und Scherben von mindestens zwei Gefäßen gefunden.

### Grab 2

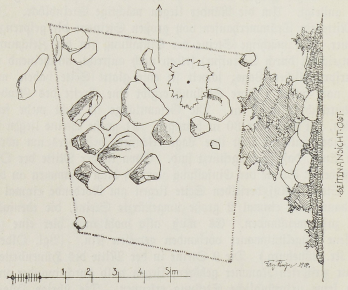
Grundriss von Grab 2 nach Krüger

Grab 2 besitzt eine nordost-südwestlich orientierte Grabkammer mit einer Länge von 4 Metern und einer Breite von 1,5 Metern. Nach Ernst Sprockhoffs Rekonstruktion dürfte sie in ihrem ursprünglichen Zustand vier Wandsteine an der nordwestlichen Langseite, drei am südöstlichen Langseite, je einen Abschlussstein an den Schmalseiten und drei Decksteine besessen haben. In situ stehen nur noch der südöstliche Abschlussstein sowie die beiden anschließenden Wandsteine der Nordwestseite. An der gegenüberliegenden Langseite stehen noch zwei weitere Wandsteine, von denen aber wenigstens einer nach außen umgeknickt ist. Zwei Decksteine sind ins Innere der Kammer gestürzt. Mehrere weitere, östlich und nordwestlich der Kammer liegende Steine lassen sich nicht mehr eindeutig zuordnen.